# Алі Асгар Базрі
Алі Асгар Базрі ( علی اصغر بذری; нар. 11 вересня 1980, Бехшахр, остан Мазендеран) — іранський борець вільного стилю, срібний призер чемпіонату світу, чемпіон Азійських ігор, бронзовий призер Кубку світу.

## Життєпис
Боротьбою почав займатися з 1995 року. 
Виступав за борцівський клуб Тегерана. Тренери — Акбар Базрі, Есмаїл Дангесаракі.

## Спортивні результати на міжнародних змаганнях

### Виступи на Чемпіонатах світу
| Змагання                        | Збірна | Вагова категорія          | Місце  |
| ------------------------------- | ------ | ------------------------- | ------ |
| Чемпіонат світу з боротьби 2006 | Іран   | вільна боротьба, до 74 кг | Срібло |
| Чемпіонат світу з боротьби 2007 | Іран   | вільна боротьба, до 74 кг | 9      |

### Виступи на Азійських іграх
| Змагання           | Збірна | Вагова категорія          | Місце  |
| ------------------ | ------ | ------------------------- | ------ |
| Азійські ігри 2006 | Іран   | вільна боротьба, до 74 кг | Золото |

### Виступи на Кубках світу
| Змагання                    | Збірна | Вагова категорія          | Місце  |
| --------------------------- | ------ | ------------------------- | ------ |
| Кубок світу з боротьби 2004 | Іран   | вільна боротьба, до 66 кг |        |
| Кубок світу з боротьби 2006 | Іран   | вільна боротьба, до 74 кг | Бронза |

### Виступи на інших змаганнях
| Змагання                                                      | Збірна | Вагова категорія          | Місце  |
| ------------------------------------------------------------- | ------ | ------------------------- | ------ |
| Олімпійський кваліфікаційний турнір з боротьби 2008 (Мартіні) | Іран   | вільна боротьба, до 74 кг | Срібло |
| Кубок Імамалі Хабібі і Абдоллаха Мохамеда 2010                | Іран   | вільна боротьба, до 84 кг | Золото |